# Massacre de Kalagon
 (mars 2023).

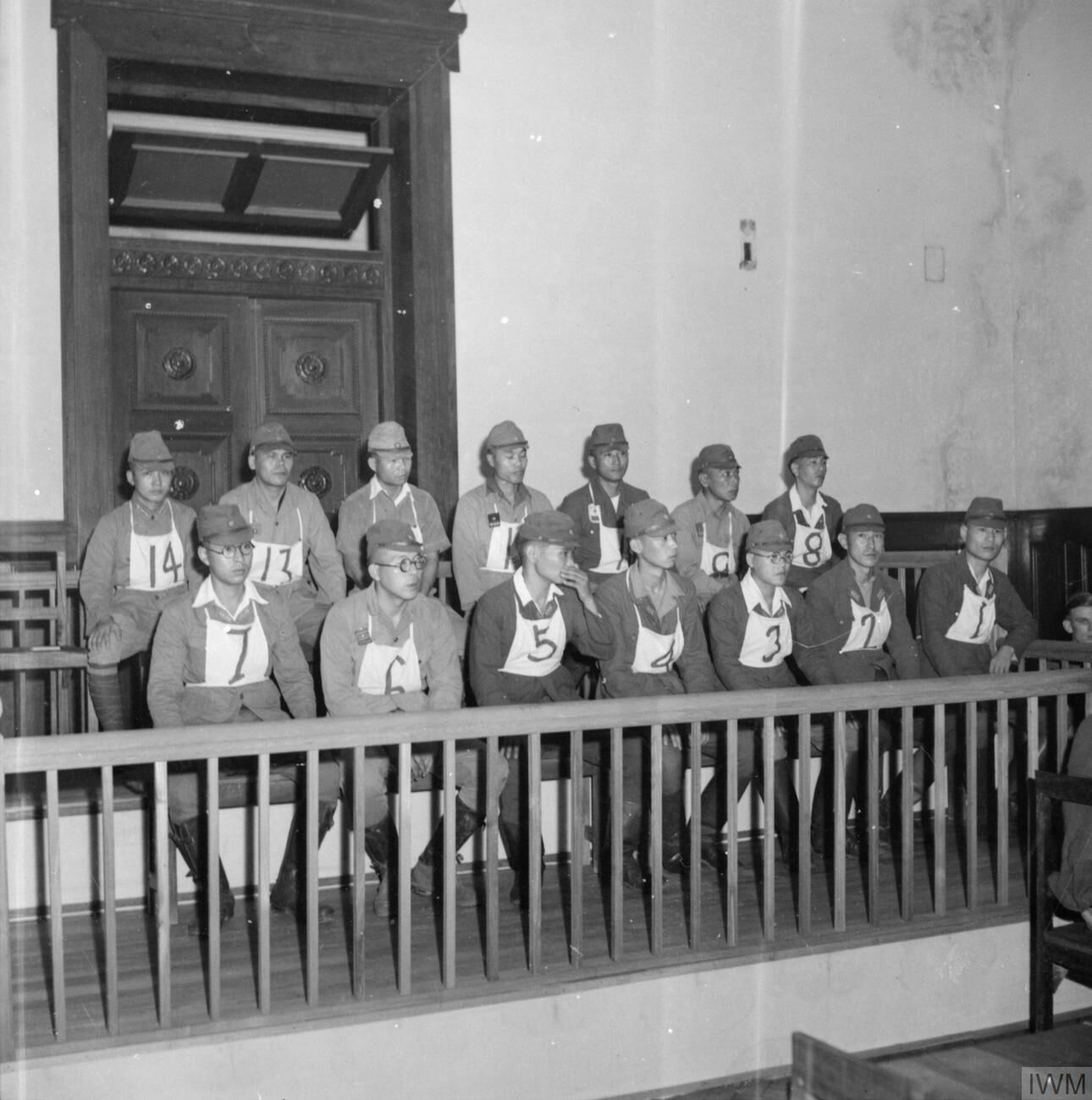
Prisonniers japonais jugé lors du premier tribunal pour crime de guerre à Rangoun (1946). Ils sont accusés d'avoir participé au massacre de Kalagon

Le massacre de Kalagon est un massacre commis le 7 juillet 1945 contre des habitants du village de Kalagon, dans le sud de la Birmanie, par des membres du 3e bataillon, du  215e régiment et de l'OC Moulmein Kempeitai de l'armée impériale japonaise. Ces unités avaient reçu l'ordre du général de division Seiei Yamamoto, chef d'état-major de la 33e armée, de balayer la zone à la recherche de guérilleros qui auraient fait équipe avec des parachutistes britanniques.

## Déroulement
Les Japonais occupent le village et rassemblent tous les habitants, certains dans la mosquée locale et d'autres dans différents bâtiments, pour les interroger. Des femmes et des enfants ont été violés et battus. Après avoir eu la confirmation que les civils avaient aidé les commandos britanniques, le major Ichikawa Seigi a ordonné que tous les habitants du village soient massacrés ; ces derniers ont été emmenés par groupes de quatre à dix personnes vers des puits voisins, les yeux bandés puis exécutés à la baïonnette, leurs corps étant jetés dans les puits. Le village a ensuite été incendié.
On estime que 600 à 1 000 villageois sont morts dans le massacre. Dix femmes considérées comme informateurs auraient échappé à la tuerie, bien qu'on puisse penser qu'elles auraient plutôt été utilisées comme femmes de réconfort. Deux d'entre eux se sont échappés, mais les autres ont disparu. Le massacre ayant été organisé précipitamment, plusieurs villageois ont pu s'enfuir et apporter leurs témoignages dans le cadre du procès pour crimes de guerre.
En 1946, un tribunal militaire britannique a jugé Seigi et treize autres soldats sur deux chefs d'accusation :
- avoir participé au massacre de 637 villageois
- avoir participé aux coups, tortures, blessures et autres mauvais traitements infligés aux villageois

Seigi a également fait face à une troisième accusation pour enlèvement des femmes. Dix d'entre eux ont été reconnus coupables, sept d'entre eux ont été reconnus coupables des deux chefs d'accusation et trois autres n'ont été reconnus coupables que du deuxième chef. Seigi lui est reconnu coupable de tous les chefs d'accusation.
Seigi et ses trois coaccusés condamnés ont été exécutés le 15 juillet 1946. Les autres ont été envoyés à la prison locale de Rangoon pour y purger leur peine.
Le général Heitarō Kimura, l'un des accusés du Tribunal militaire international pour l'Extrême-Orient, a été inculpé de plusieurs chefs d'accusation, notamment son incapacité à empêcher des atrocités, dont le massacre de Kalagon. Il a été condamné à mort et exécuté en 1948.